# 이윤아 (1990년)
이윤아(1990년 7월 16일 ~ )는 대한민국의 국악인이다. 2016년 싱글 《하루만》으로 정식 데뷔했다.

## 방송
- 너의 목소리가 보여 2 (2015)
- 왕과 여자 (2017)
- 로또싱어 (2020) - Top45(23위)
- 풍류대장 - 힙한 소리꾼들의 전쟁 (2021) - Top12(8위)

## 공연
- 월매가 들려주는 춘향 (2014) - 춘향 역
- 판 유나리－국악인 이윤아 단독 공연 (2017)